# Tòng nam tước

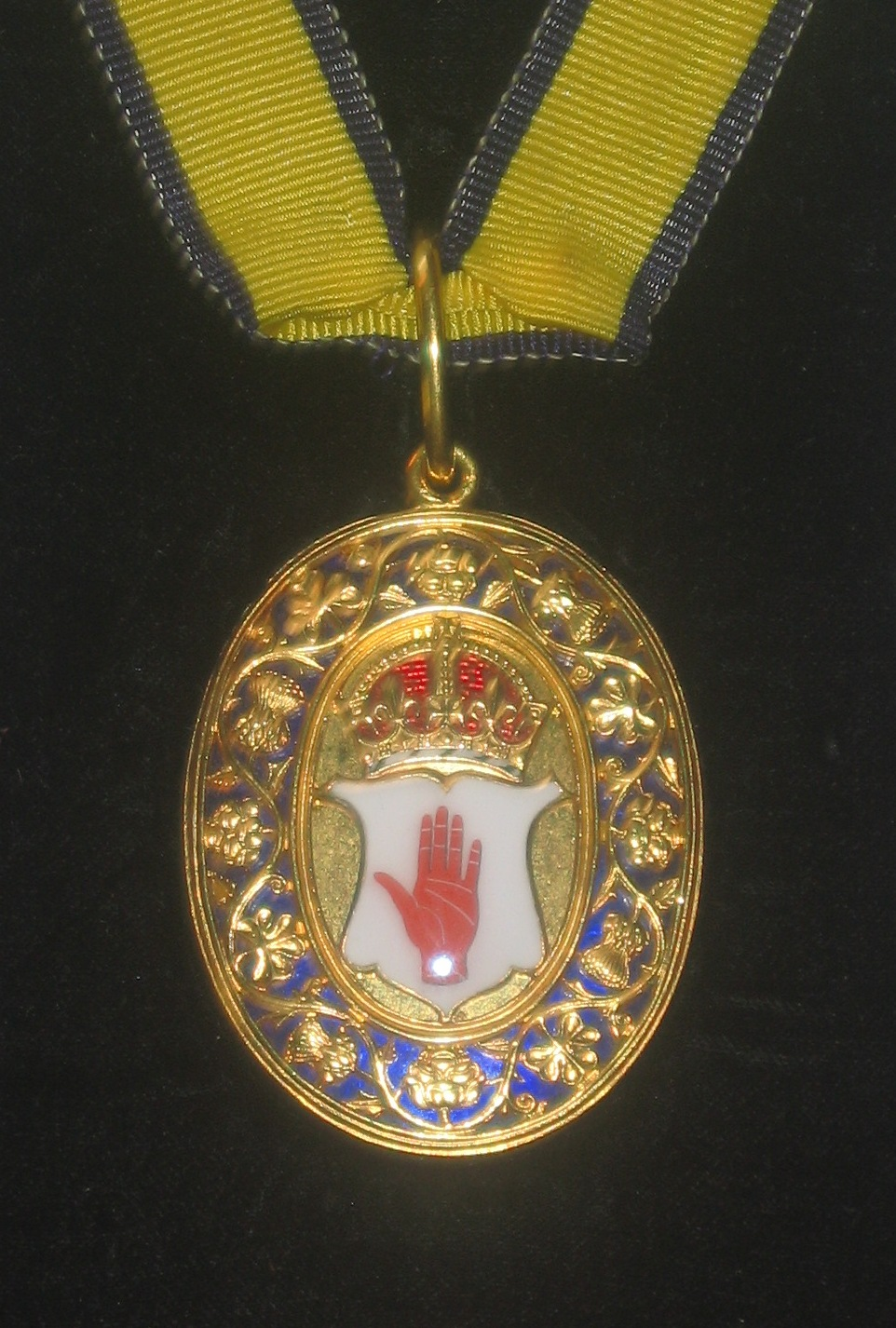
Vòng cổ dành cho các Tòng nam tước của Vương quốc Liên hiệp Anh và Bắc Ireland, biểu tịh Bàn tay đỏ của Ulster.

Tòng nam tước (tiếng Anh: Baronet; /ˈbærənɪt/ hoặc /ˈbærəˌnɛt/; viết tắt Bart hoặc Bt) hoặc tương đương với nữ, Tòng nữ nam tước (tiếng Anh: baronetess; /ˈbærənɪtɪs/, /ˈbærənɪtɛs/, hoặc /ˌbærəˈnɛtɛs/; viết tắt Btss), là người nắm giữ tước vị nam tước, một tước hiệu cha truyền con nối do Vương quyền Anh trao tặng. Danh hiệu Tòng nam tước được nhắc đến từ thế kỷ XIV; tuy nhiên, theo cách sử dụng nghĩa hiện tại, nó được James I của Anh tạo ra vào năm 1611 như một phương tiện gây quỹ cho vương quyền.
Tòng nam tước là tước hiệu cha truyền con nối duy nhất của Vương quốc Liên hiệp Anh và Bắc Ireland không phải là quý tộc, ngoại trừ Hiệp sĩ đen của người Anh-Ireland, Hiệp sĩ trắng và Hiệp sĩ xanh (trong đó hiện nay chỉ có Hiệp sĩ xanh còn tồn tại). Nam tước được gọi là "Sir" (cũng giống như những người nắm giữ tước hiệp sĩ) hoặc "Dame" trong trường hợp là nữ giữ tước hiệu, nhưng xếp trên tất cả các hiệp sĩ và quý bà theo thứ tự ưu tiên, ngoại trừ Dòng Garter, Dòng Thistle, và Dòng Thistle hiện không còn hoạt động. Tòng nam tước thường được coi là thuộc về tầng lớp quý tộc thấp hơn, mặc dù William Thoms tuyên bố rằng:

Chất lượng chính xác của phẩm giá này vẫn chưa được xác định đầy đủ, một số coi nó là người đứng đầu các quý tộc trẻ, trong khi những người khác lại xếp Tòng nam tước là cấp thấp nhất trong số các quý tộc lớn, bởi vì danh dự của họ tương tự như của giới quý tộc cao, vừa được kế thừa tước vị vừa được tạo ra và trao bởi vương quyền.

Việc so sánh Tòng nam tước với các tước hiệu và cấp bậc khác ở lục địa châu Âu tương đối khó khăn, do hệ thống thừa kế nguyên thủy của Anh và vì các tuyên bố về chế độ nam tước phải được chứng minh; hiện nay Danh sách Tòng nam tước chính thức được Bộ Tư pháp giám sát. Trên thực tế, điều này có nghĩa là các Đẳng cấp quý tộc và Tòng nam tước ở Vương quốc Anh bao gồm khoảng 1.200 gia đình (một số người ngang hàng được bổ nhiệm trong Viện Quý tộc cũng là Tòng nam tước), chiếm ít hơn, khoảng 0,01% số gia đình ở Vương quốc Anh.
Trong các Đẳng cấp quý tộc ở Vương quốc Liên hiệp Anh và Bắc Ireland hiện tại bao gồm 5 tước vị, xếp từ cao xuống thấp gồm có: Công tước (Duke), Hầu tước (Marquess), Bá tước (Earl), Tử tước (Viscount) và Nam tước (Baron). Dù trong hệ thống quý tộc Anh có Nam tước, nhưng có thể hiểu đó là Chánh Nam tước (Baron) để phân biệt với Tòng Nam tước (Baronet), trong đó, Chánh Nam tước thì được xếp vào Đẳng cấp quý tộc, nhưng Tòng Nam tước thì không.
Trong số 1.245 Tòng nam tước hiện tại, có 254 người hiện là thành viên của Viện Quý tộc. Tòng nam tước lâu đời nhất tính theo ngày thành lập thuộc về gia tộc Bacon, họ được thụ phong tước hiệu từ 1611 thuộc Tòng nam tước Anh, người nắm giữ hiện tại là Ngài Nicholas Bacon, Tòng nam tước thứ 14.